# توماس ويليام رودس
توماس ويليام رودس (بالإنجليزية: Thomas William Rhodes)‏ هو سياسي نيوزلندي، ولد في 25 أبريل 1860 في نيوزيلندا، وتوفي في 30 أغسطس 1944 في ويلينغتون في نيوزيلندا. حزبياً، نشط في الحزب الليبيرالي النيوزيلندي. وقد انتخب عضو مجلس النواب النيوزيلندي.